# Dichaetomyia emdeni
Dichaetomyia emdeni este o specie de muște din genul Dichaetomyia, familia Muscidae, descrisă de Adrian C. Pont în anul 1969.
Este endemică în Kenya. Conform Catalogue of Life specia Dichaetomyia emdeni nu are subspecii cunoscute.